# بحران ژوئیه

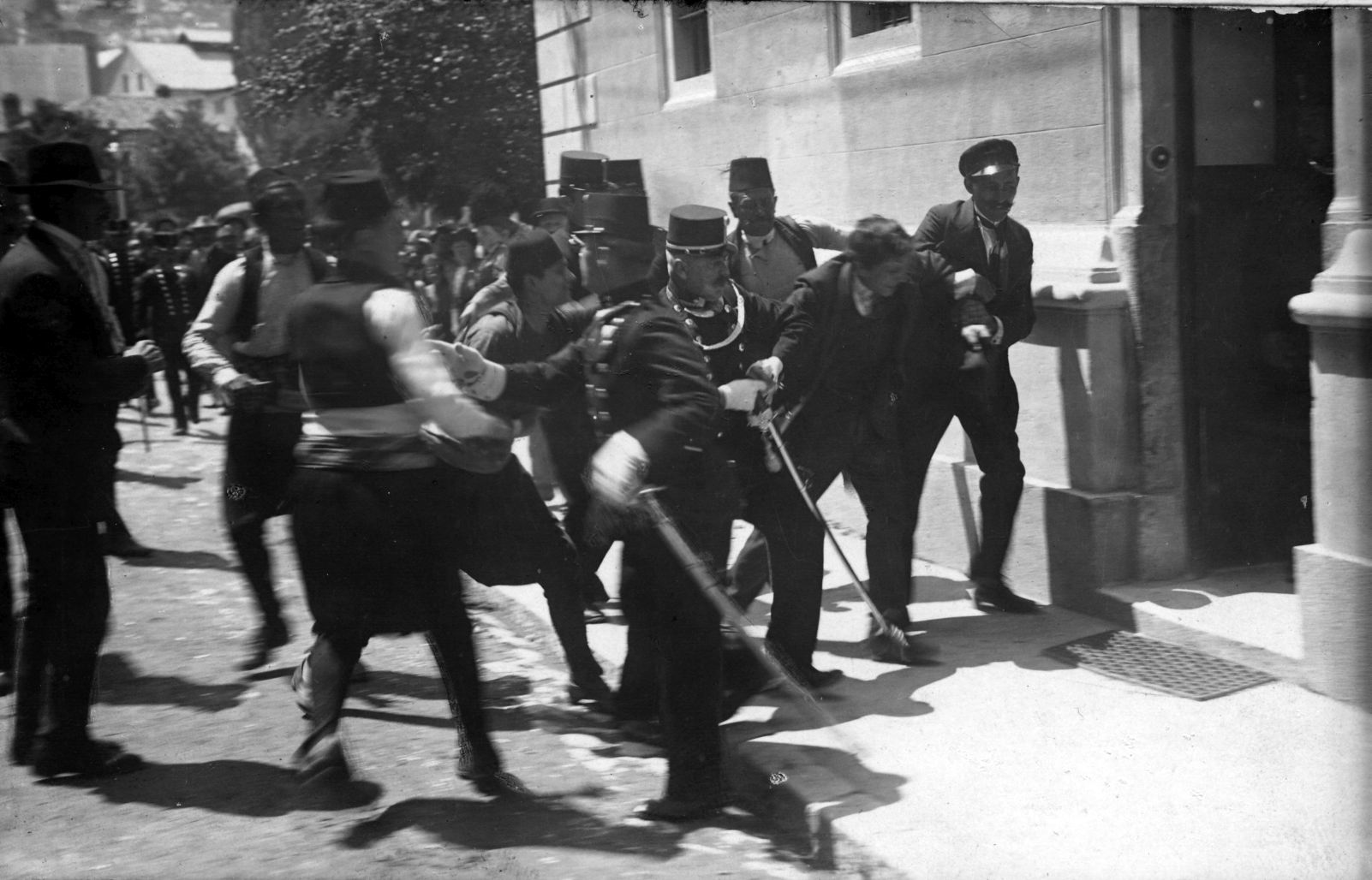
دستگیری گاوریلو پرنسیپ توسط پلیس اتریش-مجارستان

بحران ژوئیه بحرانی دیپلماتیک میان قدرتهای بزرگ اروپا در تابستان ۱۹۱۴ میلادی بود که سرانجام به جنگ جهانی اول انجامید. بلافاصله پس از این که گاوریلو پرنسیپ، جوان ملی‌گرای صرب، آرشیدوک فرانتس فردیناند - ولیعهد اتریش- را در سارایوو ترور کرد، اتریش- مجارستان اولتیماتومی به صربستان ارائه داد که در نهایت منجر به جنگ شد.
این اولتیماتوم برنامه‌ای از جانب اتریش-مجارستان برای از میان برداشتن خطر صربستان بود. پادشاهی صربستان تهدیدی برای تسلط اتریش-مجارستان بر ناحیه شمال بالکان به حساب می‌آمد؛ خصوصاً این که، جمعیت قابل توجهی از اسلاوها در این بخش به سر می‌بردند. رئیس ستاد ارتش اتریش_مجارستان، ژنرال فرانتس کنراد فن هتسندورف که از سال ۱۹۰۶ خواستار جنگی پیشدستانه با صربستان بود شاید بیش از مابقی سردمداران حکومت وین بر این حمله پافشاری می کرد. اتریش-مجارستان پس از رد اولتیماتوم توسط صربستان، دو راه حل داشت: نخست این که از راه دیپلماتیک مسئله را حل کند و دوم این که، به صربستان حمله کند. اتریشی‌ها گزینه دوم را برگزیدند.
سرانجام یک ماه بعد از ترور ولیعهد اتریش، ارتش این کشور به صربستان حمله کرد و باعث شروع  جنگ جهانی اول شد.